# ريتشارد بيكر (رجل أعمال بريطاني)
ريتشارد بيكر (بالإنجليزية: Richard Baker)‏ هو شخصية أعمال بريطاني، ولد في 6 أغسطس 1962.